# 57-я гвардейская стрелковая дивизия
57-я гвардейская стрелковая Новобугская орденов Суворова и Богдана Хмельницкого дивизия — воинское соединение Вооружённых сил СССР, принимавшее участие в Великой Отечественной войне.

## Боевой путь
Дивизия преобразована из 153-й стрелковой дивизии 31.12.1942 года
В составе Действующей армии:
- с 31.12.1942 по 07.06.1944
- с 15.06.1944 по 09.05.1945.

К исходу 07.01.1943 года была выдвинута к окружённой в районе Чертково-Меловое (граница Луганской области и Ростовской области) вражеской группировке и вступила в бои по её ликвидации. Дивизии удалось к вечеру 09.01.1943 овладеть окраиной Мелового, до 16.01.1943 ведёт бои по уничтожению группировки, однако частью войска противника вырвались из окружения, но тем не менее при отходе понесли потери от действий советской авиации и артиллерии. В течение января 1943 года наступает через Беловодский район, Станично-Луганский район, Новоайдарский район, Старобельский район. С 30.01.1943 года входит в отдельную подвижную группу генерала М. М. Попова, наносила удар из района Старобельска в общем направлении на Красноармейское, Волноваха, Мариуполь. Принимает участие в освобождении Красного Лимана, 17.02.1943 освобождает Славянск, затем вышла к городу Краматорск, с 19.02.1943, приняв позиции у войск 3-го танкового корпуса по фронту: посёлок Ивановка, СКМЗ, посёлок Новый Свет, НКМЗ на южной и юго-западной окраине Краматорска, ведёт ожесточённые оборонительные бои под городом, затем 28.02.1943 оставила город, отходила через Софиевку, Шабельковку, 5-е хозяйство к Славянску, ведёт 01-03.03.1943 арьергардные бои у него, затем скрытно отступает через Райгородок, заняла позиции за Северским Донцом.
В июле 1943 года принимает участие в Изюм-Барвенковской наступательной операции, отвоевала небольшой плацдарм на Северском Донце.
В конце августа 1943 года дивизия занимала оборону на плацдарме Северского Донца, северо-западнее города Изюм. В ходе Донбасской операции находится между главными направлениями ударов 1-й гвардейской и 6-й армий, через Лозовую вышла к Днепру.
С 20.00 27.09.1943 до 20.00 29.09.1943 части дивизии в районе сосредоточения (населённые пункты Ненасытец, Воронов, Зелёный) готовились к переправе через Днепр из устья реки Плоская Осокоровка, в ночь на 30.09.1943 переправилась через реку, 05.10.1943 непосредственно в боях с контратакующими группировками противника меняет 35-ю гвардейскую стрелковую дивизию на плацдарме. С 23.10.1943 наступает с плацдарма, 26.10.1943 участвует в освобождении районного центра Солёное, затем форсирует реки Сухая Сура и Мокрая Сура, наступает дальше. 04.11.1943 была сменена частями 35-й гвардейской стрелковой дивизии и наступала во втором эшелоне.
В декабре 1943 — феврале 1944 года ведёт бои в Никопольском районе Днепропетровской области. С 05.12.1943 по 15.01.1944 ведёт ожесточённые бои близ кургана «Могила Нечаева», попадает в окружение, выходит из него. Затем, продвигается в наступлении в ходе Никопольско-Криворожской наступательной операции, форсирует Бузулук в районе Апостолово, 31.01.1944 ведёт бои у населённого пункта Лошкарёвка, 02.02.1944 — за село Шевченково, 07.02.1944 за село Великая Костромка, наступает через Шолохово и Александровку (ныне в черте города Покров), повернув на запад, к концу операции вышла к реке Ингулец.
С 06.03.1944 в ходе Березнеговато-Снигиревской операции прорывает оборону на реке Ингулец южнее Кривого Рога, наступает в направлении Новый Буг и Новая Одесса. 17-18.03.1944 ведёт бои в Баштанском и Новоодесском районах Николаевской области, участвует в освобождении города Новый Буг. 26.03.1944 форсировала реку Южный Буг в районе города Новая Одесса, наступала в направлении Березовки, затем на Раздельную, повернув на юго-восток, начала наступление на Одессу, в освобождении которой 10.04.1944 приняла участие. После операции перенаправлена на Днестр, по пути вступая в частные бои, к 14-15.04.1944 вышла к Днестру южнее Тирасполя, затем переправлена севернее Тирасполя.
10.05.1944 года форсирует Днестр в районе населённого пункта Шерпены, в течение нескольких дней ведёт ожесточённые бои на плацдарме в районе села Войково (32 километра северо-западнее города Тирасполь), несёт тяжёлые потери.
К 06.06.1944 уже была выведена из боёв, вместе с армией 08.06.1944 отведена в резерв, погрузилась на станциях Мигаево и Весёлый Кут, к 15.06.1944 переброшена на Ковельское направление. Выгрузилась на станции Сарны. 20.07.1944 форсирует Западный Буг западнее города Любомль (Волынская область), захватывает плацдарм. Продолжив наступление 28.07.1944 штурмует и освобождает Люблин, 01.08.1944 в 6-30 форсирует Вислу в районе Голендры, Магнушев, действуя справа от 35-й гвардейской стрелковой дивизии, к 20-00 ведёт бой на рубеже восточная окраина Магнушева, обходя Магнушев с юго-востока, северная окраина Острув. Ведёт бои на плацдарме в течение начала и первой половины августа 1944 года, продвигаясь вперёд. На 08.08.1944 находится у населённого пункта Ходков (32 километра северо-западнее города Демблин).
Из воспоминаний дважды Героя Советского Союза Маршала Советского Союза В. И. Чуйкова
«В корпусе ведущую роль при форсировании Вислы сыграла 57-я гвардейская стрелковая дивизия во главе с генералом Афанасием Дмитриевичем Шеменковым, сумевшим скрытно и вовремя сосредоточить свои полки для мощного удара, который по существу обеспечил успех всему корпусу».
С 12.01.1945 прорывает вражескую оборону с Магнушевского плацдарма в ходе Висло-Одерской операции, к 17.01.1945 вышла в район Рава-Мазовецка, затем, обойдя Познань, к началу февраля 1945 года подошла к Одеру южнее города Кюстрин. 28.01.1945 года дивизия перешла границу Германии на участке Циломишель — Бетше. Воины дивизии оставили на границе щит с надписью: «28 января 1945 года, в 14 часов дня здесь первыми из состава войск 1-го Белорусского фронта пересекли границу Германии гвардейцы 57-й стрелковой дивизии».
03.02.1945 года дивизия двумя стрелковыми полками, переправившись через Одер по льду, овладела и удерживала плацдарм на Одере шириной до 3 километров по фронту и глубиной до 1-2 километров на рубеже (иск.) Ней-Ратшток, 1 километр восточнее Рейтвейна, являющийся составной частью так называемого Кюстринского плацдарма. Остальные части дивизии продолжали переправляться на этот плацдарм. С 04 по 07.02.1945 года ведёт ожесточённые наступательные боевые действия по удержанию и расширению плацдарма в районе Кюстрина, в которых овладела населённым пунктом Херцерсхоф, отбивала ожесточённые контратаки противника. На 07.02.1945 дивизия овладела Маншнов и удерживая Херцерсхоф, своим левым флангом под натиском противника отошла на рубеж 1 километр севернее отметки 14,2, Ней-Ратшток. Силами полка 35-й гвардейской стрелковой дивизии положение было восстановлено, к исходу дня дивизия вышла к линии железной дороги на участке (иск.) станция Рейтвейн, 1,5 км севернее станции Подельциг. Однако, в конце концов к 15.02.1945 года дивизия потеряла завоёванные позиции, так что в марте 1945 года вновь была вынуждена их отвоёвывать для расширения Кюстринского плацдарма и взятия Кюстрина.
В ходе Берлинской наступательной операции с 16.04.1945 наступает, с поддержкой 7-й отдельной гвардейской тяжёлой танковой бригады на направлении главного удара фронта с Кюстринского плацдарма, штурмуя Зееловские высоты, части дивизии одними из первых ворвались на высоты и 17.04.1945 в город Зеелов, вели бои в центре города. Затем дивизия форсировала Шпрее, через аэродром Темпельхоф к исходу 26.04.1945 ворвалась в Берлин, вышла в центр города к Тиргартену.
19 187 воинов дивизии были награждены орденами и медалями Советского Союза, 33 воина удостоены звания Героя Советского Союза.

## Дивизия в послевоенные годы

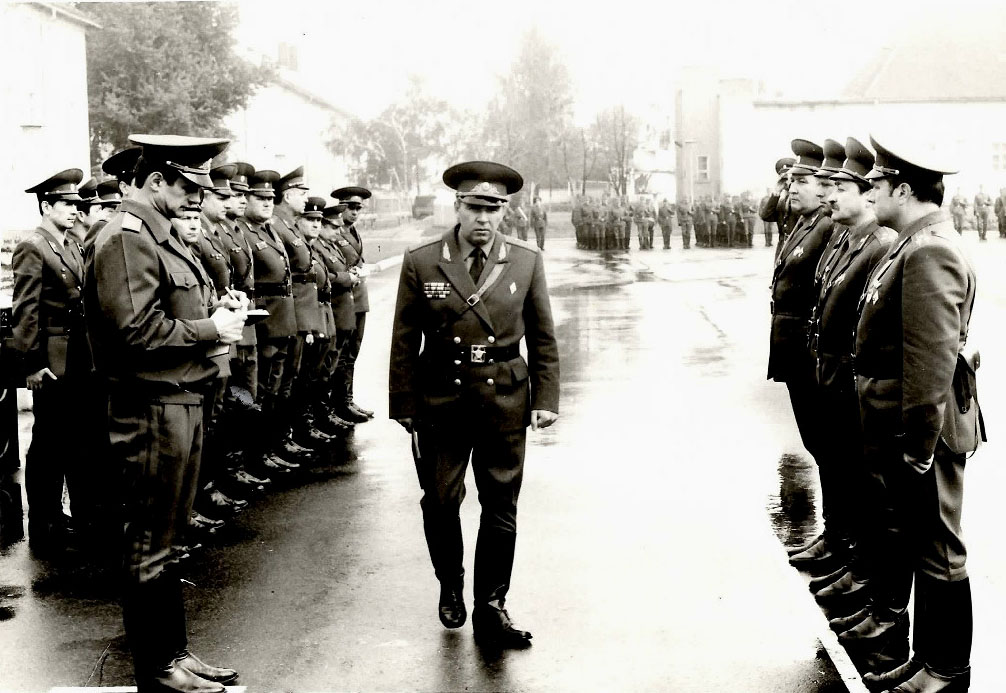
Один из последних смотров в Германии 57-й гвардейской мотострелковой дивизии. 1992 год.

По окончании Великой Отечественной войны дивизия входит в состав Группы Советских оккупационных войск в Германии (ГСОВГ→
ГСВГ→ЗГВ). Штаб дивизии располагался в городе Наумбурге, вч пп 38860, позывной — Мизинец. Части дивизии дислоцировались также в городах Вайсенфельс, Шенау (Лейпциг), Цайц, и Рудольштадт.
До 1947 года дивизия находилась в состав 4 гвардейского стрелкового Бранденбургского Краснознамённого корпуса. В 1947 году после его расформирования была передана в состав 29 гвардейского стрелкового Лодзинского Краснознамённого корпуса. Находилась в составе корпуса до его расформирования в конце 50-х годов.
При модернизации Вооружённых Сил СССР и образовании в конце 1950-х годов мотострелковых войск, 57-я гвардейская стрелковая дивизия была переформирована из стрелковой в мотострелковую согласно директиве от 29 апреля 1957 года с сохранением прежнего номера и наград соединения, а все её стрелковые полки стали мотострелковыми.
Дивизия за всё послевоенное время не сменила номера и подчинённости, входя в состав 8-й гвардейской армии в Германии. Из её полков в декабре 1963 года убыл лишь 172-й гвардейский мотострелковый полк (в состав 79-й гвардейской танковой дивизии), а прибыл 241-й гвардейский мотострелковый из 20-й гвардейской мсд.
После объединения Германии в 1990-м году, с подписанием 12 сентября 1990 г. министрами иностранных дел ФРГ, ГДР, СССР, США, Франции и Великобритании «Договора об окончательном урегулировании в отношении Германии», пребывание советских войск на территории объединённой Германии — ФРГ стало определяться как временное, а планомерный вывод должен быть осуществлён по 1994 год включительно, 57-я гвардейская стрелковая дивизия была выведена с территории Германии в 1992 году и расформирована в сентябре 1992 года.

## Состав
(с 05.03.1943)
- 170-й гвардейский стрелковый полк[1]
- 172-й гвардейский стрелковый полк (в 1965 году вошёл в состав 39-й гв. мсд)
- 174-й гвардейский стрелковый полк[1]:командир - гв. майор Колмагоров, Георгий Фролович[5]
- 128-й гвардейский артиллерийский полк[6]
- 64-й отдельный гвардейский истребительно-противотанковый дивизион[7]
- 74-я отдельная гвардейская зенитная батарея (до 20.04.1943)[7]
- 59-я отдельная гвардейская разведывательная рота[8]
- 67-й отдельный гвардейский сапёрный батальон[8]
- 89-й отдельный гвардейский батальон связи[9](до 5 ноября 1944 года — 89-я отдельная гвардейская рота связи, до 2 мая 1943 года — 89-й отдельный гвардейский батальон связи 1-го формирования).
- 568-й (66-й) отдельный медико-санитарный батальон
- 60-я отдельная гвардейская рота химической защиты[10]
- 626-я (63-я) автотранспортная рота[11]
- 643-я (61-я) полевая хлебопекарня
- 650-й (56-й) дивизионный ветеринарный лазарет
- 1968-я полевая почтовая станция
- 1157-я полевая касса Государственного банка
- отдельная штрафная рота 1-й гвардейской армии (во время нахождения в составе армии)[12].

- Управление дивизии (Наумбург), в/ч 38860
- 170-й гвардейский мотострелковый Демблинско-Берлинский Краснознамённый, ордена Суворова полк (Наумбург), в/ч 83105

40 Т-80, 84 БМП (13 БМП-2, 69 БМП-1, 2 БРМ-1К), 6 БТР-60, 18 2С1, 18 2С12, 5 БМП-1КШ
- 174-й гвардейский мотострелковый Померанский Краснознамённый, орденов Суворова и Кутузова полк (Вайсенфельс), в/ч 83110

39 Т-80, 143 БТР-60, 7 БМП (1 БМП-2, БМП-1, 2 БРМ-1К), 18 2С1, 18 2С12
- 241-й гвардейский мотострелковый Лодзинский ордена Ленина, Краснознамённый, орденов Суворова и Богдана Хмельницкого полк (Шенау), в/ч 60370

39 Т-80, 147 БТР-60, 7 БМП (2 БМП-2, 3 БМП-1, 2 БРМ-1К), 18 Д-30, 18 2С12
- 51-й гвардейский танковый Фастовский Краснознамённый, орденов Суворова, Кутузова и Богдана Хмельницкого полк (Цайц), в/ч 60882

92 Т-80, 16 БМП (3 БМП-2, 11 БМП-1, 2 БРМ-1К), 2 БТР-80, 18 2С1, 5 БМП-1КШ
- 128-й гвардейский самоходный артиллерийский Демблинско-Померанский Краснознамённый, ордена Кутузова полк (Цайц), в/ч 83102 (54 2С1, 18 «Град»)
- 901-й зенитный ракетный полк (Наумбург), в/ч 83085
- 29-й отдельный танковый батальон (Рудольштадт), в/ч 42248 (40 Т-80, 2 БМП-1, 1 БМП-1КШ)
- 491-й отдельный противотанковый дивизион (Наумбург), в/ч 04348
- 113-й отдельный разведывательный батальон (Рудольштадт), в/ч 60544 (6 Т-80, 17 БМП (10 БМП-1, 7 БРМ-1К), 6 БТР-60)
- 89-й отдельный батальон связи (Наумбург), в/ч 83113
- 67-й отдельный инженерно-сапёрный батальон (Наумбург), в/ч 83106
- 229-я отдельная рота химзащиты (Наумбург), в/ч 17448
- 1129-й отдельный батальон материального обеспечения (Наумбург), в/ч 17051
- 51-й отдельный ремонтно-восстановительный батальон (Наумбург), в/ч 19646
- 75-й отдельный медико-санитарный батальон (Наумбург), в/ч 38837.[13]

Всего: 256 Т-80, 173 БМП (59 БМП-2, 99 БМП-1, 15 БРМ-1К), 304 БТР (БТР-60, БТР-80), 108 2С1, 18 Д-30, 36 миномётов 2С12, 18 РСЗО «Град».

## Подчинение
| Дата            | Фронт (округ)         | Армия                 | Корпус (группа)                   | Примечания |
| --------------- | --------------------- | --------------------- | --------------------------------- | ---------- |
| 01.01.1943 года | Юго-Западный фронт    | 1-я гвардейская армия | -                                 | -          |
| 01.02.1943 года | Юго-Западный фронт    | 1-я гвардейская армия | -                                 | -          |
| 01.03.1943 года | Юго-Западный фронт    | 1-я гвардейская армия | 19-й стрелковый корпус            | -          |
| 01.04.1943 года | Юго-Западный фронт    | 1-я гвардейская армия | -                                 | -          |
| 01.05.1943 года | Юго-Западный фронт    | 1-я гвардейская армия | -                                 | -          |
| 01.06.1943 года | Юго-Западный фронт    | 1-я гвардейская армия | 6-й гвардейский стрелковый корпус | -          |
| 01.07.1943 года | Юго-Западный фронт    | 1-я гвардейская армия | 6-й гвардейский стрелковый корпус | -          |
| 01.08.1943 года | Юго-Западный фронт    | 1-я гвардейская армия | 6-й гвардейский стрелковый корпус | -          |
| 01.09.1943 года | Юго-Западный фронт    | 1-я гвардейская армия | 6-й гвардейский стрелковый корпус | -          |
| 01.10.1943 года | Юго-Западный фронт    | 6-я армия             | 4-й гвардейский стрелковый корпус | -          |
| 01.11.1943 года | 3-й Украинский фронт  | 8-я гвардейская армия | 4-й гвардейский стрелковый корпус | -          |
| 01.12.1943 года | 3-й Украинский фронт  | 8-я гвардейская армия | 4-й гвардейский стрелковый корпус | -          |
| 01.01.1944 года | 3-й Украинский фронт  | 8-я гвардейская армия | 4-й гвардейский стрелковый корпус | -          |
| 01.02.1944 года | 3-й Украинский фронт  | 8-я гвардейская армия | 4-й гвардейский стрелковый корпус | -          |
| 01.03.1944 года | 3-й Украинский фронт  | 8-я гвардейская армия | 4-й гвардейский стрелковый корпус | -          |
| 01.04.1944 года | 3-й Украинский фронт  | 8-я гвардейская армия | 4-й гвардейский стрелковый корпус | -          |
| 01.05.1944 года | 3-й Украинский фронт  | 8-я гвардейская армия | 4-й гвардейский стрелковый корпус | -          |
| 01.06.1944 года | 3-й Украинский фронт  | 8-я гвардейская армия | 4-й гвардейский стрелковый корпус | -          |
| 01.07.1944 года | 1-й Белорусский фронт | 8-я гвардейская армия | 4-й гвардейский стрелковый корпус | -          |
| 01.08.1944 года | 1-й Белорусский фронт | 8-я гвардейская армия | 4-й гвардейский стрелковый корпус | -          |
| 01.09.1944 года | 1-й Белорусский фронт | 8-я гвардейская армия | 4-й гвардейский стрелковый корпус | -          |
| 01.10.1944 года | 1-й Белорусский фронт | 8-я гвардейская армия | 4-й гвардейский стрелковый корпус | -          |
| 01.11.1944 года | 1-й Белорусский фронт | 8-я гвардейская армия | 4-й гвардейский стрелковый корпус | -          |
| 01.12.1944 года | 1-й Белорусский фронт | 8-я гвардейская армия | 4-й гвардейский стрелковый корпус | -          |
| 01.01.1945 года | 1-й Белорусский фронт | 8-я гвардейская армия | 4-й гвардейский стрелковый корпус | -          |
| 01.02.1945 года | 1-й Белорусский фронт | 8-я гвардейская армия | 4-й гвардейский стрелковый корпус | -          |
| 01.03.1945 года | 1-й Белорусский фронт | 8-я гвардейская армия | 4-й гвардейский стрелковый корпус | -          |
| 01.04.1945 года | 1-й Белорусский фронт | 8-я гвардейская армия | 4-й гвардейский стрелковый корпус | -          |
| 01.05.1945 года | 1-й Белорусский фронт | 8-я гвардейская армия | 4-й гвардейский стрелковый корпус | -          |

## Командиры

### Во время Великой Отечественной войны
Командиры дивизии:
- Карнов, Андрей Павлович (31.12.1942 — 19.11.1943), гвардии генерал-майор;
- Шеменков, Афанасий Дмитриевич (20.11.1943 — 14.08.1944), гвардии генерал-майор;
- Зализюк, Пётр Иосифович (15.08.1944 — 24.01.1946), гвардии полковник, с 20.04.1945 гвардии генерал-майор.

Начальники штаба дивизии:
- Кулаков Константин Григорьевич, гвардии полковник

### В послевоенный период
- Герасименко, Степан Иванович (24.01.1946 — 25.04.1946), гвардии полковник
- Веденин, Андрей Яковлевич (25.04.1947 — май 1949), гвардии генерал-майор
- Белоногов, Василий Андреевич (май 1949 — 11.01.1951), гвардии генерал-майор
- Шульга, Василий Павлович (11.01.1951 — 23.11.1951), гвардии генерал-майор
- Марченко, Ефим Тимофеевич (23.11.1951 — 29.12.1954), гвардии полковник, с 3.08.1953 гвардии генерал-майор
- Новоженин, Павел Степанович (17.01.1955 — 29.10.1956), гвардии полковник
- Петров, Анатолий Васильевич (29.10.1956 — 17.09.1958), гвардии полковник
- Говоров, Владимир Леонидович (17.09.1958 — июнь 1961), гвардии полковник, с 6.05.1961 гвардии генерал-майор
- Никитан, Александр Дмитриевич (01.08.1961 — 27.04.1965), гвардии полковник, с 27.04.1962 гвардии генерал-майор
- Свиридов, Иван Васильевич (27.04.1965 — 22.11.1966), гвардии полковник, с 7.05.1966 гвардии генерал-майор
- Котельников, Евгений Васильевич (22.11.1966 — 04.09.1968), гвардии полковник, с 25.10.1967 гвардии генерал-майор
- Шишикин, Борис Павлович (12.11.1968 — июль 1972), гвардии генерал-майор
- Волхонский, Иван Петрович (июль 1972 — 19.08.1974), гвардии генерал-майор
- Корнеев, Станислав Михайлович (19.08.1974 — 1977), гвардии полковник, с 13.02.1976 гвардии генерал-майор.
- Дмитриев Михаил Петрович (1977 — 1979), гвардии полковник, гвардии генерал-майор.

## Награды и наименования
| Награда (наименование)                | Дата указа Президиума Верховного Совета СССР | За что награждена |
| ------------------------------------- | -------------------------------------------- | --- |
| «Гвардейская»                         | 31 декабря 1942 года                         | За проявленные в боях в Сталинградской битве отвагу, стойкость, дисциплину и героизм личного состава (в ходе начавшейся Среднедонской наступательной операции, дивизия в составе войск фронта перешла в наступление, разгромила три итальянские дивизии и освободила 38 населённых пунктов)                                                 |
| Почетное наименование «Новобугская»   | 19 марта 1944 года                           | За отличие в боях при освобождении города Новый Буг. Приказ Верховного Главнокомандующего № 063 от 19 марта 1944 года |
| Орден Богдана Хмельницкого II степени | 20 апреля 1944 года                          | Награждена указом Президиума Верховного Совета от 20 апреля 1944 года СССР за образцовое выполнение боевых заданий командования на фронте борьбы с немецкими захватчиками при освобождении города Одессы и проявленные при этом доблесть и мужество. Объявлено приказом заместителя Народного комиссара обороны № 0123 от 14 мая 1944 года. |
| Орден Суворова II степени             | 9 августа 1944 года                          | Награждена указом Президиума Верховного Совета СССР от 9 августа 1944 года за образцовое выполнение заданий командования в боях при прорыве обороны немцев западнее Ковель и проявленные при этом доблесть и мужество. Объявлено приказом заместителя Народного комиссара обороны № 0280 от 25 августа 1944 года.                           |

Награды частей дивизии:
- 170-й гвардейский стрелковый Демблинско[17] — Берлинский[18] Краснознамённый[19] ордена Суворова[20] полк
- 172-й гвардейский стрелковый Гнезненский[21] Краснознамённый[22] орденов Суворова[20] и Кутузова[23] полк
- 174-й гвардейский стрелковый Померанский[24] Краснознамённый[22] орденов Суворова[23] и Кутузова[19] полк
- 128-й гвардейский артиллерийский Демблинско[17] — Померанский[24] Краснознамённый[25] ордена Кутузова[23] полк
- 64-й отдельный гвардейский истребительно-противотанковый Померанский[24] орденов Александра Невского[23] и Красной Звезды[19] дивизион
- 67-й отдельный гвардейский сапёрный ордена Александра Невского[23] батальон

## Отличившиеся воины дивизии
Произведено награждений орденами СССР не меньше:
- орден Ленина — 42
- орден Красного Знамени — 305
- орден Суворова II степени — 1
- орден Суворова III степени — 8
- орден Богдана Хмельницкого III степени — 42
- орден Александра Невского — 105
- орден Отечественной войны I степени — 410
- орден Отечественной войны II степени — 1057
- орден Красной Звезды — 2431
- орден Славы I степени — 58
- орден Славы II степени — 383
- орден Славы III степени — 2515

(Данные о награждениях взяты из указов Президиума Верховного совета СССР, приказов 57 гвардейской стрелковой дивизии, 4 гвардейского стрелкового корпуса,6 армии, 8 гвардейской армии,1 Белорусского фронта, 3 Украинского фронта, размещённых на сайте "Электронный банк документов «Подвиг народа в Великой Отечественной войне 1941—1945 гг» Министерства обороны РФ).

| Награда | Ф. И. О.                          | Должность | Звание                                          | Дата награждения                              | Примечания |
| ------- | --------------------------------- | --- | ----------------------------------------------- | --------------------------------------------- | --- |
|         | Балакин, Василий Никитич          | командир сапёрной роты 67-го отдельного гвардейского сапёрного батальона                                        | гвардии лейтенант                               | 24.03.1945                                    | |
|         | Башкиров, Алексей Иванович        | наводчик орудия командир орудия 128-го гвардейского артиллерийского полка                                       | гвардии младший сержант гвардии старший сержант | 25.12.1943 09.04.1945 15.05.1946              | |
|         | Бекетов, Василий Семёнович        | командир стрелкового взвода 170-го гвардейского стрелкового полка                                               | гвардии старший сержант                         | 24.03.1945                                    | |
|         | Беспалько, Иван Игнатьевич        | командир отделения 172-го гвардейского стрелкового полка                                                        | гвардии сержант                                 | 23.02.1945 05.05.1945 15.05.1946              | |
|         | Богун, Николай Андреевич          | командир орудийного расчёта 170-го гвардейского стрелкового полка                                               | гвардии младший сержант                         | 12.08.1944 27.02.1945 15.05.1946              | |
|         | Болтаев, Георгий Семёнович        | командир роты автоматчиков 172-го гвардейского стрелкового полка                                                | гвардии капитан                                 | 31.05.1945                                    | |
|         | Боченков, Василий Тимофеевич      | адъютант старший 2 стрелкового батальона 172-го гвардейского стрелкового полка                                  | гвардии капитан                                 | 31.05.1945                                    | |
|         | Брыль, Николай Харлампиевич       | командир отделения 89-й отдельной гвардейской роты связи                                                        | гвардии сержант                                 | 24.03.1945                                    | |
|         | Буренко, Василий Иванович         | командир взвода управления 7 батареи 128-го гвардейского артиллерийского полка                                  | гвардии младший лейтенант                       | 26.10.1944                                    | |
|         | Ваничкин, Иван Дмитриевич         | командир огневого взвода батареи 45-мм пушек 174-го гвардейского стрелкового полка                              | гвардии старший сержант                         | 13.09.1944                                    | |
|         | Васичев, Иван Иванович            | командир отделения взвода пешей разведки 172-го гвардейского стрелкового полка                                  | гвардии сержант                                 | 22.07.1944 27.02.1945 15.05.1946              | |
|         | Веселов, Василий Васильевич       | стрелок-автоматчик 170-го гвардейского стрелкового полка                                                        | гвардии младший сержант                         | 15.03.1944 14.08.1944 15.05.1946              | |
|         | Галиусов, Анатолий Константинович | санитарный инструктор роты 174-го гвардейского стрелкового полка                                                | гвардии старшина                                | 01.06.1944 31.08.1944 31.05.1945              | |
|         | Герасимов, Владимир Дмитриевич    | командир расчёта 82-мм миномёта 170-го гвардейского стрелкового полка                                           | гвардии сержант                                 | 22.04.1944 19.09.1944 31.05.1945              | |
|         | Голубовский, Алексей Петрович     | командир 1 стрелкового батальона 172-го гвардейского стрелкового полка                                          | гвардии капитан                                 | 24.03.1945                                    | Погиб 3.02.1945 |
|         | Горбань, Николай Алексеевич       | помощник командира пулемётного взвода 172-го гвардейского стрелкового полка                                     | гвардии сержант                                 | 27.07.1944 27.02.1945 15.05.1946              | |
|         | Горбачёв, Иван Петрович           | командир взвода автоматчиков 170-го гвардейского стрелкового полка                                              | гвардии младший лейтенант                       | 31.05.1945                                    | |
|         | Гореглядов, Владимир Степанович   | командир 2 стрелкового батальона 170 гвардейского стрелкового полка                                             | гвардии капитан                                 | 24.03.1945                                    | Погиб 3.02.1945 |
|         | Григорьев, Николай Иванович       | заместитель командира 64-го отдельного гвардейского истребительно-противотанкового дивизиона                    | гвардии старший лейтенант                       | 26.10.1944                                    | погиб 04.08.1944, звание присвоено посмертно |
|         | Дёмин, Пантелей Иванович          | командир сапёрного отделения 172-го гвардейского стрелкового полка                                              | гвардии сержант                                 | 16.02.1944 27.08.1944 15.05.1946              | |
|         | Дронов, Никита Дорофеевич         | командир 170-го гвардейского стрелкового полка                                                                  | гвардии подполковник                            | 24.03.1945                                    | |
|         | Дураков, Митрофан Антонович       | командир орудийного расчёта 64 отдельного гвардейского истребительно-противотанкового дивизиона                 | гвардии старший сержант                         | 27.07.1944 17.02.1945 31.05.1945              | |
|         | Дячкин, Пётр Акимович             | автоматчик 172-го гвардейского стрелкового полка                                                                | гвардии рядовой                                 | 22.04.1944 17.02.1945 15.05.1946              | |
|         | Евдокимов, Александр Николаевич   | заместитель командира стрелкового батальона по политической части 170 гвардейского стрелкового полка            | гвардии лейтенант                               | 24.03.1945                                    | |
|         | Елов, Николай Васильевич          | командир отделения автоматчиков 170-го гвардейского стрелкового полка                                           | гвардии старшина                                | 01.06.1944 19.09.1944 15.05.1946              | |
|         | Емельянов, Анатолий Васильевич    | командир отделения взвода пешей разведки 172 гвардейского стрелкового полка                                     | гвардии сержант                                 | 28.03.1944 12.06.1944 24.03.1945              | |
|         | Жульмин, Григорий Васильевич      | командир отделения взвода пешей разведки 172-го гвардейского стрелкового полка                                  | гвардии красноармеец                            | 28.03.1944 12.06.1944 24.03.1945              | |
|         | Злотин, Григорий Борисович        | командир пулемётного взвода 170 гвардейского стрелкового полка                                                  | гвардии лейтенант                               | 24.03.1945                                    | Звание присвоено посмертно |
|         | Иванцов, Василий Никитович        | стрелок 170 гвардейского стрелкового полка                                                                      | гвардии ефрейтор                                | 24.03.1945                                    | |
|         | Камышев, Евгений Викторович       | старшина стрелковой роты 174-го гвардейского стрелкового полка автоматчик помощник командира стрелкового взвода | гвардии сержант гвардии старший сержант         | 12.08.1944 10.02.1945 31.03.1945              | 10.02.1945 повторно награждён 3-й степенью, перенаграждён 19.12.1991                                                                                         |
|         | Климашкин, Алексей Федотович      | командир расчёта станкового пулемёта 174-го гвардейского стрелкового полка                                      | гвардии рядовой                                 | 03.06.1944                                    | погиб 17.02.1944, звание присвоено посмертно. Зачислен навечно в списки 174 гв. мсп 57 гв.мсд                                                                |
|         | Козьяков, Егор Андреевич          | наводчик 120-мм миномёта 170-го гвардейского стрелкового полка                                                  | гвардии младший сержант                         | 20.12.1943 26.03.1945 15.05.1946              | |
|         | Колесников, Владимир Дмитриевич   | помощник командира взвода автоматчиков 172-го гвардейского стрелкового полка                                    | гвардии сержант                                 | 13.05.1944 27.02.1945 31.05.1945              | |
|         | Конев, Пётр Прокофьевич           | командир 174 гвардейского стрелкового полка                                                                     | гвардии подполковник                            | 31.05.1945                                    | |
|         | Корнеев, Афанасий Кузьмич         | командир стрелкового взвода 170-го гвардейского стрелкового полка                                               | гвардии младший лейтенант                       | 24.03.1945                                    | погиб 02.08.1944, звание присвоено посмертно |
|         | Липунов, Василий Георгиевич       | командир отделения разведки 3 дивизиона 128-го гвардейского артиллерийского полка                               | гвардии сержант                                 | 25.02.1944 21.02.1945 15.05.1946              | |
|         | Литвин, Иван Миронович            | автоматчик 170 гвардейского стрелкового полка                                                                   | гвардии рядовой                                 | 24.03.1945                                    | |
|         | Макаров, Александр Тимофеевич     | командир взвода связи 170-го гвардейского стрелкового полка                                                     | гвардии старшина                                | 20.05.1944 7.09.1944 15.05.1946               | |
|         | Малявин, Николай Пименович        | командир отделения связи батареи 174-го гвардейского стрелкового полка                                          | гвардии сержант                                 | 16.02.1944 12.06.1944 15.05.1946              | |
|         | Марков, Василий Владимирович      | командир расчёта 120-мм миномёта 172-го гвардейского стрелкового полка                                          | гвардии старший сержант                         | 23.02.1944 21.02.1945 15.05.1946              | Погиб в бою 12.03.1945 года |
|         | Маскин, Павел Иванович            | помощник командира стрелкового взвода 172-го гвардейского стрелкового полка                                     | гвардии старшина                                | 27.07.1944 27.02.1945 15.05.1946              | |
|         | Молодых, Николай Тихонович        | командир стрелкового отделения 172-го гвардейского стрелкового полка                                            | гвардии старший сержант                         | 4.08.1944 5.05.1945 15.05.1946                | |
|         | Мороз, Николай Степанович         | командир расчёта 45-мм пушки 170-го гвардейского стрелкового полка                                              | гвардии старшина                                | 23.02.1944 7.09.1944 31.05.1945               | |
|         | Мосин, Нестер Григорьевич         | командир орудийного расчёта 128-го гвардейского артиллерийского полка                                           | гвардии сержант                                 | 25.02.1944 12.06.1944 18.11.1944              | |
|         | Мухачёв, Аркадий Васильевич       | старшина стрелкового батальона 172-го гвардейского стрелкового полка                                            | гвардии старшина                                | 20.05.1944 26.09.1944 24.03.1945              | |
|         | Надеваев, Пётр Антонович          | наводчик орудия 128-го гвардейского артиллерийского полка                                                       | гвардии сержант                                 | 13.05.1944 5.05.1945 15.05.1946               | |
|         | Насыбуллин, Хамидулла Натфуллович | командир отделения автоматчиков 172-го гвардейского стрелкового полка командир взвода автоматчиков              | гвардии старший сержант гвардии старшина        | 23.02.1944 14.08.1944 15.05.1946              | |
|         | Невежин, Павел Петрович           | начальник радиостанции 170-го гвардейского стрелкового полка                                                    | гвардии старший сержант                         | 13.05.1944 22.02.1945 15.05.1946              | |
|         | Николаев, Евгений Дмитриевич      | командир радиоотделения дивизиона 128-го гвардейского артиллерийского полка                                     | гвардии старший сержант                         | 26.10.1944                                    | |
|         | Новожилов, Николай Иванович       | командир орудия 128-го гвардейского артиллерийского полка                                                       | гвардии старший сержант                         | 13.05.1944 31.08.1944 31.05.1945              | |
|         | Ованесян, Арменак Арсентьевич     | командир миномётного расчёта 170-го гвардейского стрелкового полка                                              | гвардии сержант                                 | 8.08.1944 27.02.1945 15.05.1946               | |
|         | Овчинников, Иван Александрович    | наводчик 82-мм миномёта 172-го гвардейского стрелкового полка                                                   | гвардии младший сержант                         | 20.05.1944 27.08.1944 31.05.1945              | Погиб в бою в мае 1945 года |
|         | Осин, Дмитрий Васильевич          | Командир 2 стрелкового батальона 172-го гвардейского стрелкового полка                                          | гвардии капитан                                 | 24.03.1945                                    | |
|         | Пазерский, Алексей Максимович     | старший разведчик 128-го гвардейского артиллерийского полка                                                     | гвардии сержант                                 | 26.04.1944 21.02.1945 15.05.1946              | |
|         | Папышев, Григорий Иванович        | командир расчёта 76-мм пушки 170-го гвардейского стрелкового полка                                              | гвардии сержант                                 | 10.05.1944 4.03.1945 15.05.1946               | |
|         | Пеня, Иван Николаевич             | командир взвода управления артиллерийской батареи 128 гвардейского артиллерийского полка                        | гвардии старший лейтенант                       | 26.10.1944                                    | |
|         | Пестонов, Николай Фёдорович       | помощник командира сапёрного взвода 174-го гвардейского стрелкового полка                                       | гвардии старший сержант                         | 20.05.1944 7.09.1944 15.05.1946               | |
|         | Прядкин, Иван Михайлович          | командир отделения роты автоматчиков 172-го гвардейского стрелкового полка                                      | гвардии старшина                                | 15.03.1944 17.02.1945 15.05.1946              | |
|         | Разин, Филипп Дмитриевич          | командир отделения роты связи 89-го отдельного гвардейского батальона связи                                     | гвардии сержант                                 | 24.03.1945                                    | |
|         | Родин, Дмитрий Ильич              | командир стрелкового взвода 170-го гвардейского стрелкового полка                                               | гвардии младший лейтенант                       | 24.03.1945                                    | |
|         | Роменский, Сергей Филиппович      | командир отделения связи батареи 128-го гвардейского артиллерийского полка                                      | гвардии младший сержант                         | 13.05.1944 31.08.1944 15.05.1946              | |
|         | Рубежный, Иван Тихонович          | телефонист взвода связи 172-го гвардейского стрелкового полка                                                   | гвардии рядовой                                 | 4.08.1944 27.02.1945 15.05.1946               | |
|         | Савченко, Антон Севастьянович     | командир 76-мм орудия 172-го гвардейского стрелкового полка                                                     | гвардии старшина                                | 28.03.1944 17.03.1945 15.05.1946              | Погиб 18.04.1945 года вблизи г. Зеелово, Германия. |
|         | Сбитнев, Андрей Александрович     | командир стрелковой роты 170 гвардейского стрелкового полка                                                     | гвардии лейтенант                               | 24.03.1945                                    | |
|         | Сергеев, Александр Михайлович     | командир миномётного расчёта 172-го гвардейского стрелкового полка                                              | гвардии старший сержант                         | 15.03.1944 12.06.1944 12.03.1945              | |
|         | Симонов, Алексей Иосифович        | командир расчёта 45-мм пушки 172-го гвардейского стрелкового полка                                              | гвардии старший сержант                         | 20.05.1944 21.02.1945 15.05.1946              | |
|         | Сорокин, Фёдор Фёдорович          | командир отделения 172-го гвардейского стрелкового полка                                                        | гвардии сержант                                 | 25.03.1944 26.09.1944 21.05.1944              | погиб в бою 18.04.1945 |
|         | Страхов, Антон Алексеевич         | командир взвода связи 172-го гвардейского стрелкового полка                                                     | гвардии старшина                                | 13.05.1944 26.03.1945 31.05.1945              | |
|         | Султанов, Хатмулла Асылгареевич   | командир отделения противотанковых ружей 174-го гвардейского стрелкового полка                                  | гвардии старший сержант                         | 21.01.1945 13.04.1945 15.05.1946              | |
|         | Тарасюк, Александр Петрович       | командир расчёта 82-мм миномёта 170-го гвардейского стрелкового полка                                           | гвардии старший сержант                         | 13.05.1944 19.09.1944 15.05.1946              | |
|         | Терёхин, Сергей Васильевич        | командир расчёта 76-мм пушки 172-го гвардейского стрелкового полка                                              | гвардии ефрейтор                                | 3.05.1945 20.07.1945 перенаграждён 19.08.1955 | 2.10.1945 г. был повторно награждён орденом Славы III степени                                                                                                |
|         | Толмачёв, Исай Данилович          | наводчик орудия 128-го гвардейского артиллерийского полка                                                       | гвардии младший сержант                         | 29.08.1944 26.03.1945 15.05.1946              | |
|         | Турунов, Геннадий Сергеевич       | командир пулемётного расчёта 172-го гвардейского стрелкового полка                                              | гвардии старший сержант                         | 24.03.1945                                    | Погиб в бою 04.02.1945 года. Награждён посмертно. Зачислен навечно в списки 172 гв. мсп 39 гв. мсд                                                           |
|         | Файзуллин, Жинганша Закирович     | командир стрелкового отделения 170 гвардейского стрелкового полка                                               | гвардии сержант                                 | 24.03.1945                                    | |
|         | Фильчаков, Михаил Иванович        | разведчик-наблюдатель батареи 120-мм миномётов 170-го гвардейского стрелкового полка                            | гвардии ефрейтор                                | 20.05.1944 17.03.1945 15.05.1946              | |
|         | Фокин, Александр Иванович         | командир роты автоматчиков 1 стрелкового батальона 172-го гвардейского стрелкового полка                        | гвардии старший лейтенант                       | 24.03.1945                                    | |
|         | Хазов, Николай Панфилович         | командир 172 гвардейского стрелкового полка                                                                     | гвардии подполковник                            | 24.03.1945                                    | |
|         | Хоролец, Яков Игнатьевич          | командир расчёта противотанкового ружья 170-го гвардейского стрелкового полка                                   | гвардии младший сержант                         | 12.08.1944 26.03.1945 31.05.1945              | |
|         | Чеботарёв, Павел Петрович         | наводчик орудия 45-мм пушки 172-го гвардейского стрелкового полка                                               | гвардии сержант                                 | 20.05.1944 21.02.1945 31.05.1945              | Погиб в бою 27.04.1945 года в Берлине |
|         | Чеченя, Николай Константинович    | командир отделения управления батареи 120-мм миномётов 174-го гвардейского стрелкового полка                    | гвардии старший сержант                         | 16.02.1944 26.09.1944 15.05.1946              | |
|         | Чудновец, Николай Иосифович       | старший радист 64 отдельного гвардейского истребительно-противотанкового дивизиона                              | гвардии младший сержант                         | 8.08.1944 17.02.1945 15.05.1946               | |
|         | Чурсанов, Иван Михайлович         | командир роты автоматчиков 2 стрелкового батальона 172-го гвардейского стрелкового полка                        | гвардии капитан                                 | 24.03.1945                                    | Геройски погиб в бою 03.02.1945, награждён посмертно |
|         | Чусовской, Николай Николаевич     | командир батальона 3 стрелкового батальона 172-го гвардейского стрелкового полка                                | гвардии капитан                                 | 31.05.1945                                    | |
|         | Шатохин, Иван Григорьевич         | командир 3 стрелковой роты 172-го гвардейского стрелкового полка                                                | гвардии младший лейтенант                       | 3.06.1944                                     | Погиб 8.02.1944 |
|         | Шевченко, Григорий Васильевич     | телефонист роты связи 170-го гвардейского стрелкового полка                                                     | гвардии старший сержант                         | 20.05.1944 6.10.1944 24.03.1945               | |
|         | Шелимов, Валентин Сергеевич       | командир отделения 59 отдельной гвардейской разведывательной роты                                               | гвардии младший сержант                         | 25.12.1943 26.09.1944 24.03.1945              | |
|         | Шеменёв, Михаил Иосифович         | наводчик станкового пулемёта 2 стрелкового батальона 172-го гвардейского стрелкового полка                      | гвардии старший сержант                         | 25.10.1944 27.02.1945 31.05.1945              | |
|         | Шеменков, Афанасий Дмитриевич     | командир дивизии                                                                                                | гвардии генерал-майор                           | 6.04.1945                                     | |
|         | Шкарлетова, Мария Савельевна      | санитарный инструктор 170-го гвардейского стрелкового полка                                                     | гвардии старший сержант                         | 24.03.1945                                    | В 1965 году награждена медалью Флоренс Найтингейл, высшей наградой Международного комитета Красного Креста для сестёр милосердия                             |
|         | Шулайкин, Александр Михайлович    | командир орудия 172-го гвардейского стрелкового полка                                                           | гвардии старший сержант                         | 26.04.1944 12.06.1944 18.11.1944              | |
|         | Яковлев, Александр Алексеевич     | помощник командира взвода пешей разведки 174-го гвардейского стрелкового полка                                  | гвардии старший сержант                         | 01.05.1944 12.06.1944 24.03.1945              | Умер от ран 16.10.1944 года |
|         | Яшутин, Алексей Михайлович        | разведчик батареи 76-миллиметровых пушек 172-го гвардейского стрелкового полка                                  | гвардии сержант                                 | 28.03.1944 12.06.1944 15.05.1946              | |
|         | Сергиенко, Василий Иванович       | командир расчёта 45-мм пушки 174-го гвардейского стрелкового полка                                              | гвардии старший сержант                         | 20.11.1943 20.12.1943 06.10.1944              | Орден Красной Звезды, затем ордена Славы 3 и 2 степени |
|         | Окшин, Алексей Прохорович         | командир стрелкового отделения 170-го гвардейского стрелкового полка                                            | гвардии рядовой                                 | 27.09.1944                                    | Представлялся к званию Героя Советского Союза. Приказом Военного Совета 1 Белорусского фронта № 282/н от 27.09.1944 года награждён орденом Красного Знамени. |

| Орден Суворова II степени: - гвардии полковник Ефимов Константин Александрович, командующий артиллерией дивизии.Указ Президиума Верховного совета СССР от 31 мая 1945 г. Орден Суворова III степени: - гвардии майор Важенин Дмитрий Михайлович, командир 174 гвардейского стрелкового полка.Приказ Военного совета 3 Украинского фронта № 06/н от 5 февраля 1944 г. - гвардии майор Гореглядов Владимир Степанович, командир стрелкового батальона 170 гвардейского стрелкового полка. Приказ Военного Совета 1 Белорусского фронта № 540/н от 20 апреля 1945 г. - гвардии подполковник Дронов Никита Дорофеевич, командир 170 гвардейского стрелкового полка. Приказ Военного Совета 3 Украинского фронта № 037/н от 21 апреля 1944 г. | - гвардии майор Колмагоров Георгий Фролович, командир 174 гвардейского стрелкового полка. Приказ Военного Совета 3 Украинского фронта № 037/н от 21 апреля 1944 г. - гвардии подполковник Конев Пётр Прокофьевич, командир 174 гвардейского стрелкового полка. Приказ Военного Совета 1 Белорусского фронта № 483/н от 5 марта 1945 г. - гвардии майор Лисовой Михаил Андреевич, командир стрелкового батальона 170 гвардейского стрелкового полка. Приказ Военного Совета 1 Белорусского фронта № 483/н от 5 марта 1945 г. - гвардии подполковник Хазов Николай Панфилович, командир 172 гвардейского стрелкового полка. Приказ Военного Совета 3 Украинского фронта № 030/н от 11 апреля 1944 г. - гвардии капитан Хмель Захар Павлович, начальник штаба 174 гвардейского стрелкового полка. Приказ Военного Совета 1 Белорусского фронта № 680/н от 30 июня 1945 г. |

| - гвардии сержант Баратов Янги, командир стрелкового отделения 170 гвардейского стрелкового полка. - гвардии старший лейтенант Гончаров Иван Иванович, командир роты автоматчиков 170 гвардейского стрелкового полка. - гвардии майор Колмаков Михаил Яковлевич, заместитель командира 170 гвардейского стрелкового полка по политической части. - гвардии ефрейтор Краля Николай Николаевич, старший телефонист 89 отдельной гвардейской роты связи. | - гвардии полковник Кулаков Константин Григорьевич, начальник штаба дивизии. - гвардии младший лейтенант Павлов Алексей Павлович, командир пулемётного взвода 170 гвардейского стрелкового полка. - гвардии лейтенант Сарсекеев Гудыльбек, командир стрелкового взвода 170 гвардейского стрелкового полка. - гвардии старший лейтенант Смирнов Александр Александрович, командир стрелковой роты 170 гвардейского стрелкового полка. Все 8 военнослужащих Указом Президиума Верховного совета СССР от 24 марта 1945 года были награждены орденом Ленина. |